# Libertino di Agrigento
San Libertino di Agrigento (I secolo – II secolo) è stato un vescovo romano.
Secondo la tradizione, egli venne mandato ad Agrigento da San Pietro per predicare il Vangelo e divenendo così protovescovo della diocesi di Agrigento nel II secolo e martire della Chiesa cattolica. È venerato come santo e viene festeggiato il 3 novembre.